# Riptide (film)
Riptide is een Amerikaanse film uit 1934 onder regie van Edmund Goulding. Destijds werd de film in Nederland uitgebracht onder de titel Als een Vrouw Liefheeft.

## Verhaal
Lord Philip Rexford is een Britse zakenman, die tijdens een bezoek aan een gekostumeerd bal in New York de aantrekkelijke Mary leert kennen. Ze vallen als een blok voor elkaar en besluiten het feest over te slaan om de avond met elkaar door te brengen. Philip doet een huwelijksaanzoek, maar iets duisters uit Mary's verleden weerhoudt haar ervan zijn aanbod te accepteren. Hij verzekert haar dat haar verleden niets uitmaakt. Uiteindelijk trouwen de twee en wordt de ooit zo wilde socialist de deftige Lady Rexford.
Er gaan vijf jaren voorbij. Mary en Philip leiden een rustig leventje met hun dochter Pamela in een landhuis in Engeland. Philip moet op een zakenreis naar Amerika en laat zijn gezin voor een tijd achter. Mary voelt zich eenzaam en gaat mee op reis naar Cannes met tante Hetty Riversleigh. Hier brengen ze hun dagen feestend door in casino's. Hier ontmoet ze Tommie Trent, een rijke playboy en voormalige partner. Hij is zeer ongelukkig en is het merendeel van de tijd dronken om zijn suïcidale gevoelens te onderdrukken.
Tommie wordt verliefd op Mary en zoent haar. Mary is verrast en gaat naar huis. Hij achtervolgt haar en probeert op haar balkon te klimmen, maar valt en wordt naar het ziekenhuis gebracht. Hier geeft ze hem een onschuldige kus en wordt betrapt door een Amerikaanse journalist. De journalist vertelt dit verhaal aan iedereen die het wil horen. Als Philip de geruchten krijgt te horen, zit hij vol met twijfel en jaloezie. Mary houdt haar onschuld vol en schakelt de hulp van Tommie in om haar man ervan te verzekeren dat er niets tussen hen is gebeurd.
Tommie's bezoek aan het landhuis blijkt echter geen succes te zijn. Philips vermoedens worden nog groter en hij wil zijn vrouw niet langer spreken. Ze is gechoqueerd als hij een scheiding aanvraagt en zoekt haar troost bij Tommie. Ondertussen schakelt Philip de hulp van een detective in om erachter te komen wat er werkelijk gebeurde in Cannes. Hij ontdekt dat Mary de waarheid sprak en biedt zijn excuses aan. Ze vergeeft hem, maar wordt al snel weer verlaten als hij krijgt te horen dat ze na de scheiding een relatie kreeg met Tommie. Philip realiseert zich dat hij nog steeds houdt van zijn vrouw en ze besluiten getrouwd te blijven.

## Rolbezetting
| Acteur                     | Personage               |
| -------------------------- | ----------------------- |
| Norma Shearer              | Lady Mary Rexford       |
| Robert Montgomery          | Tommie Trent            |
| Herbert Marshall           | Lord Philip Rexford     |
| Mrs. Patrick Campbell      | Tante Hetty Riversleigh |
| Richard 'Skeets' Gallagher | Erskine                 |
| Ralph Forbes               | David Fenwick           |
| Lilyan Tashman             | Sylvia Wilson           |
| Marilyn Spinner            | Pamela Rexford          |

## Achtergrond
Het was voor Norma Shearer haar eerste film sinds een pauze van 18 maanden. De film had voor een lange tijd de werktitel Lady Mary's Lover, maar werd uiteindelijk veranderd naar Riptide. Het werd Shearers laatste Pre-Codefilm. In de laatste weken van de opnames, werd regisseur Edmund Goulding vervangen door Robert Z. Leonard. Bij de eerste vertoning werd het niet goed ontvangen door het publiek. Daardoor bracht Irving Thalberg enkele veranderingen aan het verhaal, voordat het in het hele land werd uitgebracht.
Riptide kreeg veel negatieve reacties van de pers. Shearer kreeg kritiek voor het spelen van dezelfde rol die ze speelde in veel van haar voorgaande films. Desondanks werd het wel een commercieel succes, waardoor Shearers comeback wordt beschouwd als een succesvolle.
Walter Donaldson en Gus Khan schreven voor de film een gelijknamig lied. Zij werden niet op de titelrol vermeld.